# Pirlimycin
Pirlimycin hydrochloride thuộc nhóm thuốc chống vi trùng lincosamide dưới tên thương mại là Pirsue. Nó được sử dụng trong điều trị viêm vú ở gia súc.

## Hoạt động
Pirlimycin hoạt động chống lại vi khuẩn gram dương, đặc biệt là Staphylococcus aureus và coagulase âm tính của Staphylococcus và Streptococcus. Nó không có hoạt động chống lại vi khuẩn gram âm.

## Cơ chế tác động
Nó liên kết với tiểu đơn vị 50S của ribosome, làm ức chế sự tổng hợp protein của vi khuẩn. 
Vì tế bào động vật (và các tế bào nhân thực khác) không có tiểu đơn vị 50S mà chỉ có 60S và 40S nên vật chủ sẽ không bị ảnh hưởng. 